# 1779

## Родени
- 12 януари – Никола Клеман, френски химик
- 15 март – Уилям Ламб, английски политик, аристократ
- 27 април – Константин Павлович, велик княз на Русия
- 20 август – Йонс Берцелиус, шведски химик

## Починали
- Мехмед Кьорходжа, местен управник
- 14 февруари – Джеймс Кук, британски мореплавател, изследовател и картограф
- 6 декември – Жан-Батист-Симеон Шарден, френски художник